# Kowanyama
Kowanyama är en region i Australien. Den ligger i delstaten Queensland, omkring 1 800 kilometer nordväst om delstatshuvudstaden Brisbane. Antalet invånare är 1 115.
Omgivningarna runt Kowanyama är huvudsakligen savann. Trakten runt Kowanyama är nära nog obefolkad, med mindre än två invånare per kvadratkilometer. Genomsnittlig årsnederbörd är 1 552 millimeter. Den regnigaste månaden är mars, med i genomsnitt 507 mm nederbörd, och den torraste är augusti, med 1 mm nederbörd.